# Цибулін Юрій Віталійович
Ю́рій Віта́лійович Цибу́лін — капітан (посмертно) 532-го окремого ремонтно-відновлювального батальйону Збройних Сил України, учасник російсько-української війни.

## Короткий життєпис
Закінчив Дніпропетровський інститут залізничного транспорту, працював у Нижньодніпровськ-Вузлівському локомотивному депо слюсарем та бригадиром. 10 років працював інженером-технологом служби локомотивного господарства, 5 років — інженером-приймальником локомотивів. Інженер 1-ї категорії, Придніпровська залізниця.
У середині березня пішов добровольцем до військкомату, у червні 2014-го мобілізований. Заступник командира роти, 532-й окремий ремонтно-відновлювальний батальйон. Здійснював ремонт БМП безпосередньо на передовій, підрозділ потрапляв під обстріл «Градами», доводилося і атаки відбивати.
12 листопада 2014-го вирушив із бійцями ремонтувати гармату БМП, що заклинила. У другій половині дня загинув під час мінометного обстрілу взводного опорного пункту поблизу Пісків — снаряд влучив в «Урал», почали вибухати набої, тоді загинув і сержант Олег Макаров, один військовик поранений. Проте гармата БМП була відремонтована.
Похований у Дніпропетровську.

## Нагороди та вшанування
- Указом Президента України № 311/2015 від 4 червня 2015 року, «за особисту мужність і високий професіоналізм, виявлені у захисті державного суверенітету та територіальної цілісності України, вірність військовій присязі», нагороджений орденом Богдана Хмельницького III ступеня (посмертно)[1].
- 20 травня 2021 року на фасаді Дніпровської ЗОШ № 97, де навчався Юрій, йому відкрито меморіальну дошку[2].